# Sambreville
Sambreville é um município e desde 12 de março de 2024 também uma cidade da Bélgica localizado no distrito de Namur, província de Namur, região da Valônia.

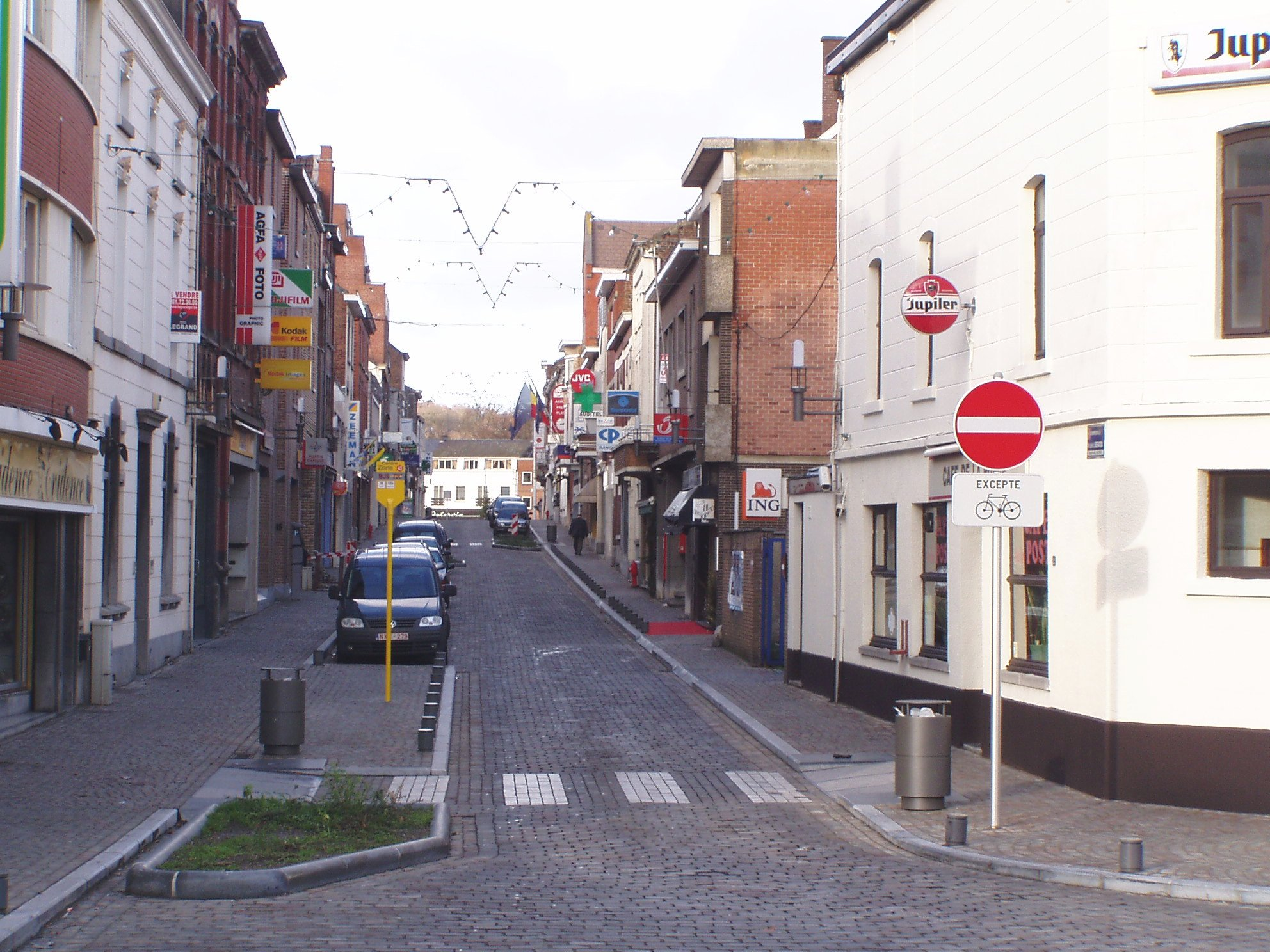
Auvelais
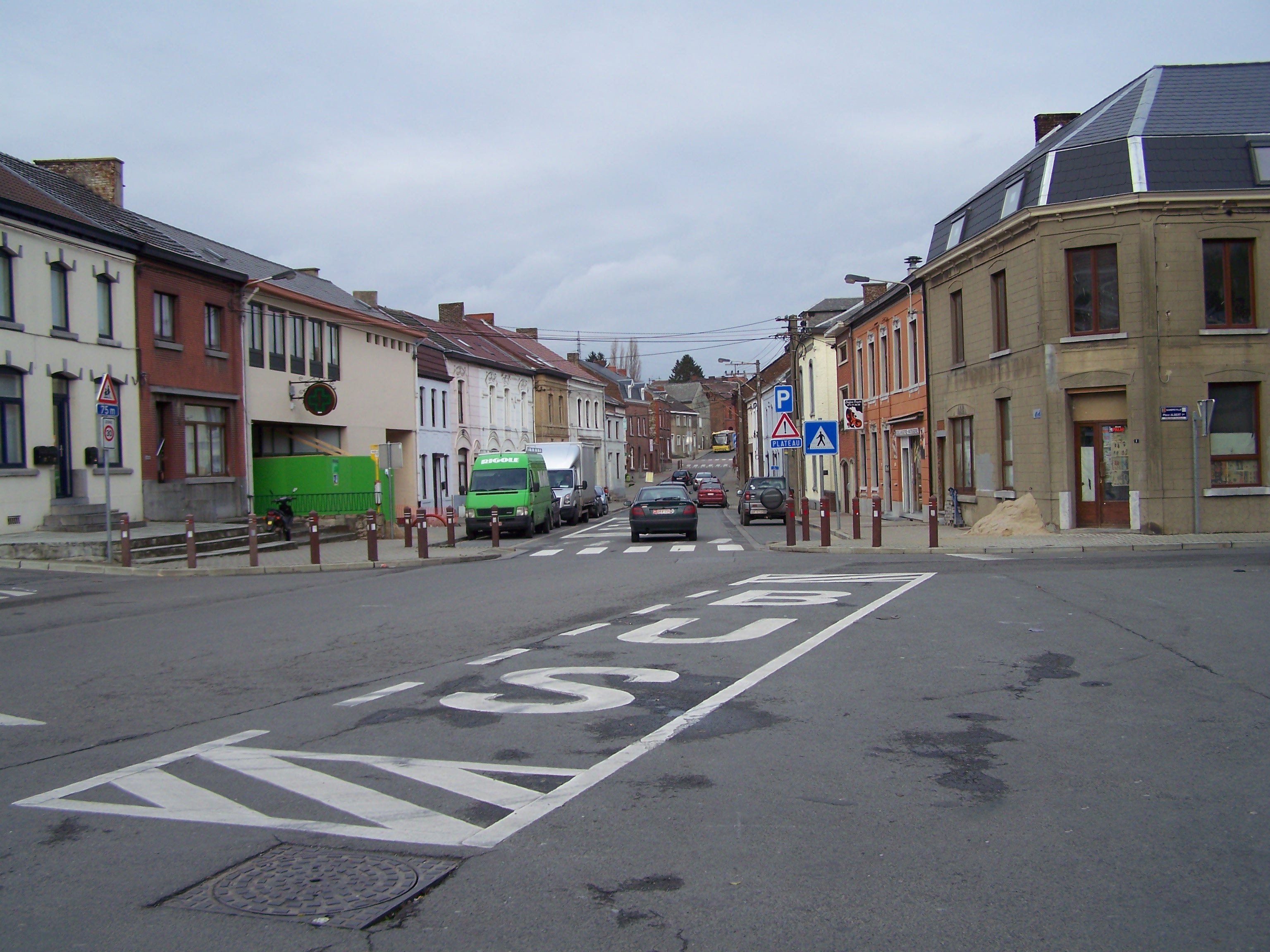
Falisolle